# Seirocastnia elaphebolia
Seirocastnia elaphebolia là một loài bướm đêm trong họ Noctuidae.